# Melanosphecia atra
Melanosphecia atra är en fjärilsart som beskrevs av Le Cerf 1916. Melanosphecia atra ingår i släktet Melanosphecia och familjen glasvingar. Inga underarter finns listade i Catalogue of Life.